# Соловьиная ночь
«Соловьи́ная но́чь» — авторская программа о шансоне и русской блатной песне, выходившая по понедельникам в прямом эфире на ТВ-6 с 8 октября 2001 по 21 января 2002 года. Автор и ведущий — Владимир Соловьёв.

## История
О разработке передачи впервые было объявлено в конце августа 2001 года, когда стало известно, что журналист Владимир Соловьёв завершает свою работу над ток-шоу «Процесс» на ОРТ. Программа входила в число немногих новых проектов ТВ-6 (на который весной 2001 года перешёл коллектив НТВ под руководством Евгения Киселёва), представленных на телесезон 2001/2002.
В отличие от похожей по концепции передачи «В нашу гавань заходили корабли», также выходившей на ТВ-6, упор делался не на песни определённой тематики, а именно на шансонье и их репертуар. Помимо этого, в студии отсутствовали зрители — ведущий и гости передачи в перерывах между исполнением песен ведут диалог один на один.
Среди героев программы были Александр Новиков, Вилли Токарев, Михаил Шуфутинский, Тимур Шаов, Федя Караманов и Анатолий Полотно, Михаил Звездинский и другие.

### Закрытие
Последний выпуск программы состоялся 21 января 2002 года и стал самой последней программой перед закрытием ТВ-6. Гостем последнего эфира был Михаил Круг, для которого это был его последний телеэфир — спустя пять месяцев он был убит. Ведущий так попрощался с телезрителями (во время его речи отключают микрофон и убирают музыку, но вскоре включают их обратно):

Ребята, мы вынуждены с вами попрощаться, потому что власть сделала своё абсолютно чёрное дело. В Москве нас больше нет, и через несколько минут не будет по регионам. Простите нас, пожалуйста. Мы сделали всё, что могли. Это ничья не вина. Такая у нас власть, такая у нас жизнь, такое у нас время. Всего вам хорошего! До свидания!

## Критика
Во время своего выхода телепрограмма получала смешанные отзывы телевизионных критиков и публики.
Ирина Петровская:

Живёт в эфире ТВ-6 программа «В нашу гавань заходили корабли». Ни на какие новации не претендует. Просто люди в ней поют песни — авторские, народные, блатные, городские романсы. Здорово поют. А ведущие подпевают — от души, без закатывания глаз, наморщивания лбов и похлопывания себя по ляжкам. И без всякой водки создают такое настроение, когда хочется петь вместе с ними. «Соловьиная ночь» — ухудшенный до карикатуры вариант того же самого. Так в чём же смысл дублирования хорошего плохим? Программная политика? Однако….
Слава Тарощина:

Песнь песней «Соловьиной ночи» — сам Соловьёв. Он — гений той этической и эстетической невнятицы, отталкиваясь от которой, взорлили разномастные братки. Кроме того, он излучает прямо-таки стопроцентный комплекс полноценности: поёт, танцует, ботает по фене, пьёт водку, острит — одним словом, веселится от души. Он настолько самодостаточен, что может и вовсе без гостей обойтись…